# Rociu (gmina)
Rociu – gmina w Rumunii, w okręgu Ardżesz. Obejmuje miejscowości Gliganu de Jos, Gliganu de Sus, Rociu i Șerbănești. W 2011 roku liczyła 2673 mieszkańców.